# فهرست فیلسوفان سیاسی-اجتماعی
فهرست فیلسوفان سیاسی-اجتماعی شامل فیلسوفان و متفکرانی است که در فلسفه سیاسی-اجتماعی تخصص دارند.

## فهرست
- آبراهام جاشوا هشل
- ابوالکلام آزاد
- آدام مولر
- آدولف هیتلر
- آدریان جانستون
- آلن کارتر
- آلن رایان
- آلستر نورکراس
- اسکندر آفرودیزیاس
- الکسیس دو توکویل
- آلفرد روزنبرگ
- غزالی
- علی شریعتی
- آلون بن مایر
- آندری مارگا
- آنتونیو کاستانهیرا نئوس
- آنتونیو نگری
- ارسطو
- آرمین موهلر
- آرتور لینتون کوربین
- آرتور مولر ون دن بروک
- اوبرون هربرت
- آوروس
- اکسل هانث
- این رند
- بنجامین تاکر
- برتران دو ژوونل
- برتراند راسل
- بی. آر. امبدکار
- بوریس فورلان
- بروس لی
- برونو لئونی
- برایان کاپلان
- کارل یواخیم فردریش
- کارل اشمیت
- کارلو لوتیری
- چاناکیا
- چارلز سی راگین
- چارلز تیلور
- سی. رایت میلز
- چنگ هائو
- چنگ یی
- سیسرون
- کلود لفور
- کلود لوی استروس
- کلودیو کاناپارو
- کنفوسیوس
- کنستانتین رادولسکو-موترو
- کرنل وست
- کرنلیوس کاستوریادیس
- کاستاس دوزیناس
- دانا وارد
- دانیل گورین
- دیوید دی فریدمن
- دیوید هیوم
- دیوید کلب
- دیوید میلر
- دیوید پریچیتکو
- دموکریتوس
- دیمیتریس دیمیتراکوس
- شاگردان کنفوسیوس
- دونگ ژونگ شو
- دانکن کندی
- ادموند برک
- ادوارد برنت تایلور
- ادوارد سعید
- اما گلدمن
- انریکه دوسل
- اریک ووگلین
- ارنست وامبا دیا وامبا
- ارنست بلوخ
- اتین د لا بوتی
- یوگن روزنستاک-هوسی
- فلیکس گواتاری
- فلیکس کافمن
- فردیناند دو سوسور
- فرانچسکو دی آندریا
- فرانسیس بیکن
- فرانسیس فوکویاما
- فرانسیس پارکر یوکی
- فرانک مایر
- فرانتس بواس
- فردریک باستیا
- فرد پوچه
- فریدریش انگلس
- فریدریش هایک
- فریدریش شلایرماخر
- فوجیوارا سیکا
- گری چارتیه
- جورج جلینک
- جورج ویلهلم فردریش هگل
- جرج کاتب
- جرج اوهساوا
- جورج باتای
- جرالد کوهن
- جرالد دورکین
- جرارد وینستانلی
- جاکومو مارامائو
- جیامباتیستا ویکو
- جانفرانکو سانگوینتی
- جیانینا براشی
- جورجو آگامبن
- جیوانی جنتیله
- جورجو دل وکیو
- جی.کی. چسترتون
- گاتفرید لایب نیتس
- گوستاو دو مولیناری
- گای آلدرد
- گای دوبور
- اچ. بی. اکتون
- اچ. ال. ای. هارت
- هان فی
- هان راینر
- هانا آرنت
- هنس آچتریوس
- هانس هرمان هوپ
- هانس کلسن
- هانس کوچلر
- هانس سینگر
- هار دیال
- هاریت مارتینو
- هریت تیلور میل
- حیاشی رزن
- هندریک وروورد
- هانری لوفور
- هنری دیوید ثورو
- هنری جورج
- هنری هوم، لرد کامز
- هنری پچر
- هنری سیدگویک
- هربرت اسپنسر
- هرمان اولیفانت
- هیراتا آتسوتانه
- هوراس رومانو هره
- هوستون استوارت چمبرلین
- هاوارد زین
- هوگو گروتیوس
- ایگور پریباک
- امانوئل کانت
- عنایت الله مشرقی
- آیریس ماریون یانگ
- ایزابل پاترسون
- آیزایا برلین
- اسرار احمد
- ایتو جینسای
- ایوان سویتاک
- جی. جی سی اسمارت
- ژاک لاکان
- ژاک رانسیر
- جک راسل واینستین
- جیمز بروسو
- جیمز تالی
- جیمی وایت
- جانت بیهل
- جانت کلمن
- جواهر لعل نهرو
- ژان بودن
- ژان فرانسوا لیوتار
- ژان ژاک روسو
- جفری فریدمن
- جرمی بنتام
- جان آستین
- جان برنهیم
- جان فینیس
- جان هاسپرز
- جان لاک
- جان اسوالد
- جان رالز
- جان سرل
- جان استوارت میل
- جان ویلیام میلر
- جان زرزان
- جاناتان وولف
- جوزف دو توره
- جوزف پریستلی
- یوسف راز
- جاشوا کوهن
- جوکس آزرمندی
- جودیت باتلر
- جولیان گامپرز
- ژولین آفرای د لا متری
- جولیوس بایندر
- یورگن هابرماس
- کایبارا اککن
- کارل لوونشتاین
- کارل مارکس
- کارل پوپر
- کارل اتو آپل
- کوین کارسون
- برنده لنگدون
- لئونارد بورگزینر
- لئونارد خواند
- لئونیداس دونسکیس
- لوئیس کال
- لوئیس اچ. مورگان
- لی ژی
- لون ال فولر
- لورن لوماسکی
- لورنزو پنیا
- لوئیس آلتوسر
- لو ژون
- لودویگ فون میزس
- لیساندر اسپونر
- مگنوس هانت
- مانوئل دی لاندا
- مائو تسه تونگ
- مارگارت کانووان
- مارگارت مید
- ماریان وبر
- ماریو بانج
- ماریو ترونتی
- مارتا نوسبام
- مارتین لوتر کینگ جونیور
- موریس برینتون
- موریس کرانستون
- مکس باگینسکی
- مکس هورکهایمر
- مکس استیرنر
- مکس وبر
- مزدک
- منسیوس
- مایکل دیویس
- مایکل نواک
- مایکل اوکشات
- مایکل اوتسوکا
- میشل فوکو
- میشل اونفری
- میهایلو مارکوویچ
- میکلیس آولیچوس
- میخائیل باکونین
- میلان کانگرگا
- میلتون فریدمن
- مهنداس کرمچاند گاندی
- مونتسکیو
- مورتیمر آدلر
- موزی
- محمد اسد
- محمد اقبال
- موری بوکچین
- موری راثبارد
- نانسی کارترایت
- نستور ماخنو
- نیکولو ماکیاولی
- نایجل واربرتون
- نوام چامسکی
- نوربرت بولز
- نوربرت لزر
- اکتاو میربو
- اوگیو سورای
- الیور وندل هلمز جونیور
- اسکار نگت
- اتو کازمان
- پیر-ژوزف پرودون
- پائولو ویرنو
- پل پاتون
- پل ویریلیو
- پکا هیمانن
- پر باون
- پیتر کروپوتکین
- پیتر لمبورن ویلسون
- پیتر اسلوتردایک
- فالیاس کلسدونی
- فیلیپ مززی
- فیلیپ پتیت
- فیلیپ ون پاریژ
- پیر بوردیو
- پیر آندره تاگیف
- افلاطون
- پولیبیوس
- پرابهات رنجان سرکار
- رادا ایوکوویچ
- راینر فورست
- رالف دهرندورف
- رائول پربیش
- رایا دونایفسکایا
- ریموند گیوس
- رنه ژیرار
- ریچارد ام ویور
- هگلیان راست
- رابرت کی. مرتن
- روبرتو اسپوزیتو
- رابرت نوزیک
- رابرت پی. جورج
- رابرت پل ولف
- روبرتو مانگابیرا آنگر
- رونالد دورکین
- رزا لوکزامبورگ
- رقیه حسن
- راسل کرک
- روث بندیکت
- ساموئل ادوارد کونکین سوم
- سرژ موسکوویچی
- سموئل الکساندروف
- سیمون ویل
- اسلاوی ژیژک
- اسپنسر هیت
- استیون برونر
- سان تزو
- سان یات سن
- تی. ام. اسکنلون
- تاکیس فوتوپولوس
- تالکات پارسونز
- تان سیتونگ
- تارا اسمیت
- تئودور استرنبرگ
- تئودور آدورنو
- تیروواللووار
- توماس آکویناس
- توماس هیل گرین
- توماس هابز
- توماس ناگل
- سورشتاین گیلفاسون
- توسیدید
- تاد می
- توجو ناکائه
- تونی اونوره
- تریپ یورک
- عمر بن خطاب
- ویلفردو پارتو
- ولتر
- ولترین دوکلیر
- ولادیمیر لنین
- والتر بنجامین
- وارن بافت
- وسلی نیوکمب هوفلد
- ویلهلم دیلتای
- ویلیام فونتین
- ویلیام جیمز
- ویلیام لوید گاریسون
- ویلیام پیلی
- ویلیام سویت
- وو انیو
- زی جین پینگ
- ژون زی
- یاماگا سوکو
- یامازاکی آنسای
- یی آی
- هگلیان جوان
- ژوانگزی